# Focillodes
Focillodes là một chi bướm đêm thuộc họ Erebidae.